# 魔鬼交易

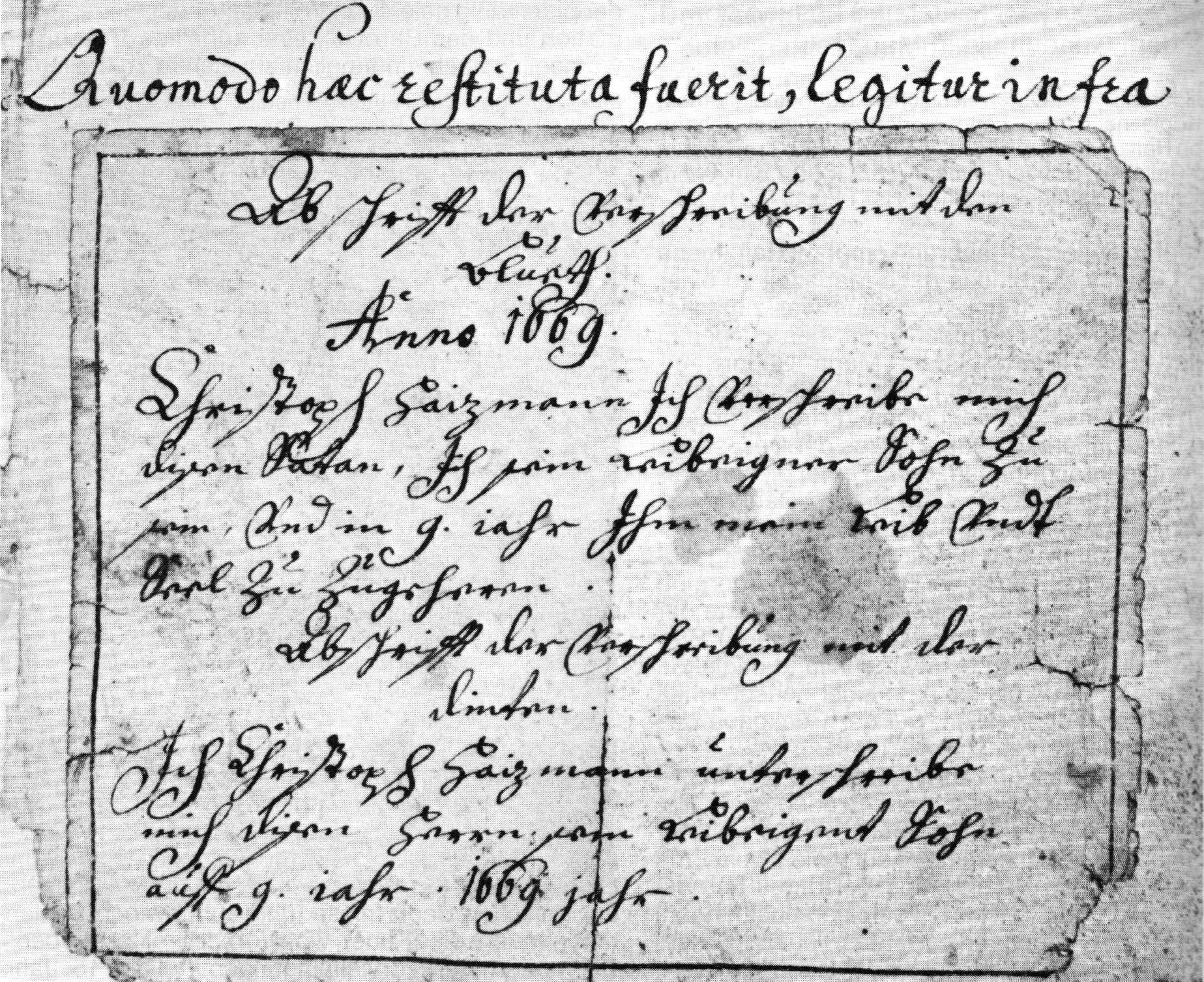
一张写好的魔鬼契约

魔鬼交易（英語：Deal with the Devil），又称魔鬼契约或浮士德的交易，是西方广泛流传的文化主题。与之相关的浮士德、梅菲斯特是人熟知的基督教民间传说人物。在阿尔奈-汤普森分类法里，这个主题被放在 AT 756B 类：“恶魔的契约”。
按照传统基督教对巫术的解读，魔鬼交易要在人类和撒旦或其他恶魔之间签署。人类以自己的灵魂换取恶魔的恩惠。在不同的故事中，恶魔提供的诱惑不一，但通常包括青春、知识、财富或权力。也有些人毫无所图地签署魔鬼契约，只为了可以替恶魔服务。在故事中，魔鬼交易总含有很大的危险性，签约者往往为魔鬼的恩惠付出自己的灵魂。这些故事一般以道德教训作结，一个想投机取巧的人获得永恒的诅咒。也有一些故事刻意制造反转结局，如一个狡黠的农民以智取胜，战胜恶魔。
在通俗文化中，任何超凡的成就、超凡智慧等都可以被归因为魔鬼交易。从欧洲各地都有的魔鬼桥，到尼可罗·帕格尼尼精湛的小提琴技术，都有魔鬼交易的传言。

## 概述

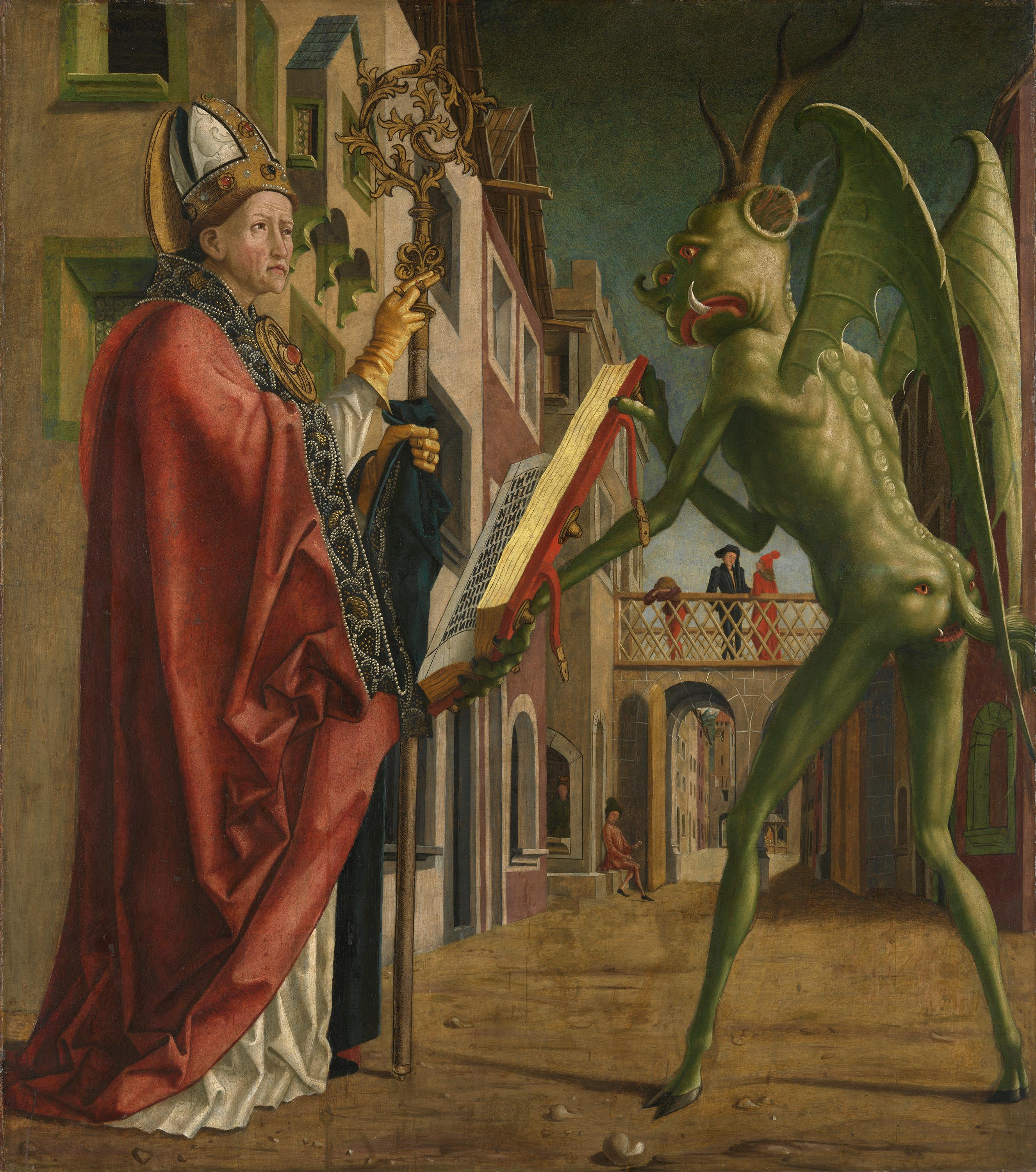
雷根斯堡的沃爾夫岡与魔鬼，画家邁克爾·帕赫

民间传说里，签署了魔鬼交易的人通常会做一些坏事。常见的说法是，他们要把刚出生的婴儿杀害或奉献给恶魔。（在中世纪和文艺复兴时期，很多接生员因为这个原因被指为女巫。）签署魔鬼交易的人还会参与女巫集会、与恶魔发生性行为，并与异性魔鬼生子。
交易契约可以由口头或书面完成。口头契约需要用召唤仪式引来恶魔；召唤师认为恶魔出现时，可以对它提要求，并以自己的灵魂为交换。交易不会留下任何证据。但是在中世纪的猎巫审判中，法官认为凡是和魔鬼交易过的人，身上都会留下永久记号，称为“恶魔的标记”。只要在人身上找到这种记号，这个人就可以被指为巫师或女巫。
与恶魔签署书面协议有很多种说法。有些地方传说，召唤师需要用自己的血签名。也有些恶魔学家认为，契约书全文都需要用血写成，不过可以用动物血或红墨水代替。除了写契约书外，在撒旦的红皮书里签名也能生效。

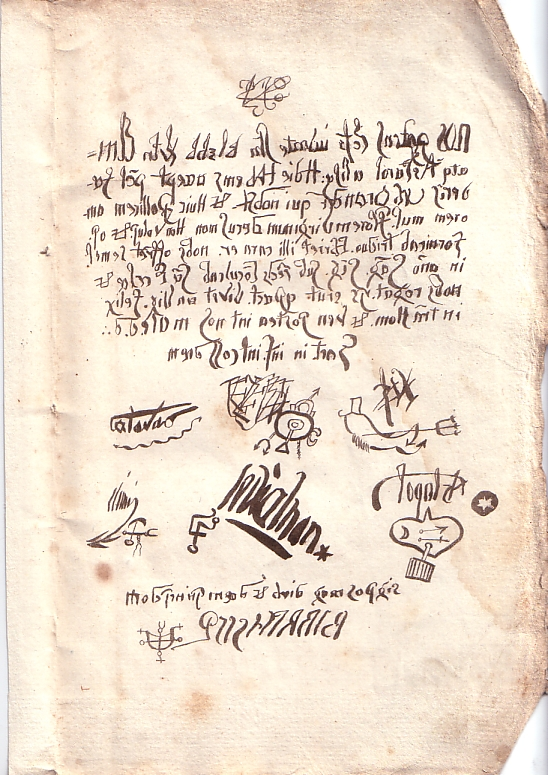
用来指控格朗迪埃（Urbain Grandier）神父的恶魔契约书，正文用反写的拉丁文写成，最后有撒旦和众恶魔的签名。

人们往往用类似的蛛丝马迹证明一些人与恶魔签订了契约，但批评人士认为，没有证据证明那些契约是真实的。它们只是一些疯子自以为和恶魔取得联系而写下的，或者是宗教裁判所伪造的文件。这些契约书通常包含一些奇怪的字符，据称是恶魔的签名。《所羅門的小鑰匙》一书收集了很多此类“恶魔签名”。
15世纪为猎巫而出版的《女巫之槌》一书讨论了很多魔鬼交易的案例。书中认为，所有女巫和术士都与魔鬼做了交易。
恶魔学认为，每个恶魔必须在特定的某月、一周的某日，或一天的某个时段召唤，魔鬼交易必须在特定的时间完成。由于每个恶魔有特定功能，召唤师必须叫来特定的恶魔完成自己的愿望。

## 阿达纳的西奥菲勒斯
浮士德在基督教神话中的原型是6世纪的神职人员西奥菲勒斯（Theophilus，意为“上帝的朋友”或“被上帝爱的”）。西奥菲勒斯为自己在世俗世界的主教职业不满，把灵魂卖给恶魔，又被童贞馬利亞赎回。
这个故事最初在6世纪由希腊文写成，作者自称是西奥菲勒斯家中的人。9世纪《西奥菲勒斯对圣玛丽的忏悔》一书，把故事中加入一个犹太人作为交易中间人。魔鬼在后台指挥犹太人，引诱一个好人做魔鬼交易，这是“浮士德”类型故事的原型。
10世纪，诗人修女赫罗斯维塔（Hrotsvitha）把故事改编成一首叙事诗，阐述西奥菲勒斯性本善，以及内心中的善恶力量对峙。在她的故事中，犹太人才是恶魔召唤师，西奥菲勒斯受到引诱，悔悟后从玛利亚手中得到交易书，在向众人坦白后，很快死去。

## 历史上的恶魔契约

### 音乐家
“把灵魂卖给恶魔以成为音乐大师”的传闻在民间出现过很多次：
- 尼可罗·帕格尼尼，意大利小提琴家，传言并不是帕格尼尼本人创造的，不过他始终没有戳破谣言。[4]

- 朱塞佩·塔蒂尼，威尼斯人的小提琴家和作曲家，传言他的《魔鬼的颤音奏鸣曲》是根据恶魔在他梦中出现的场景所作。[5]

- 罗伯特·约翰逊，藍調音乐家。传说他在十字路口遇到撒旦，为了成为藍調和吉他大师而签订魔鬼交易，因此英年早逝，27岁被毒杀。

### 非音乐家
- 约翰·浮士德（Johann Georg Faust）博士，文艺复兴时代学者，其生平是“浮士德”故事的源头。[6]

- 乔纳森·莫尔顿（Jonathan Moulton），18世纪新罕布什尔州民兵组织准将，美国传奇英雄人物。传说他把灵魂卖给恶魔，以换取每次把靴子挂在壁炉边，就会被装满金币。

## 修辞用法
“与魔鬼做交易”作为隐喻，可以用来比喻一个人或群体与邪恶的集团合作。一个至今仍有争议的例子是以色列人鲁道夫·卡兹纳（Rudolf Kastner）。有人指称卡兹纳在1944年的匈牙利犹太人大屠杀期间与纳粹官员阿道夫·艾希曼合作。评论认为，用“与魔鬼做交易”一词描述卡兹纳点燃了公众的怒火，最终导致他被刺杀。

## 相关
- 梅菲斯托費勒斯
- 魔鬼
- 女巫
- 魔鬼桥